# Europe (grup de rock)
Europe és un grup suec de rock dur format a Upplands Väsby l'any 1979 —amb el nom de Force— pel cantant Joey Tempest, el guitarrista John Norum i el bateria Tony Reno. Tot i que sovint se'ls ha associat amb l'estil glam metal, el so del grup incorpora elements del heavy metal i del rock dur. Des de la seva creació, Europe ha editat vuit treballs d'estudi, tres discs en directe, tres recopilacions i disset videos.
Europe va aconseguir el reconeixement internacional amb el seu tercer disc The Final Countdown (1986), que es va convertir en un èxit comercial considerable i va vendre més de tres milions de còpies als Estats Units. Europe va ser un dels grups de rock amb més èxit dels anys 80 i va vendre més de cinc milions d'àlbums als Estats Units i més de 10 milions d'àlbums a tot el món El grup ha aconseguit tenir dos àlbums al Top 20 del Billboard 200 (The Final Countdown i Out of This World) i dos senzills al Top 10 del Billboard Hot 100 ("The Final Countdown" i "Carrie").
L'any 1992 van decidir agafar-se uns anys de descans, reunint-se només en ocasions puntuals com el concert de cap d'any de 1999 a Estocolm, anunciant més tard que tornarien l'any 2003. Des d'aleshores Europe ha llançat tres àlbums, Start from the Dark (2004), Secret Society (2006) i Last Look at Eden, publicat el 9 de setembre de 2009.

## Inicis (1979–1985)
La primera formació es va anomenar Force i va començar a tocar el 1979, a Upplands Väsby, Estocolm. En formaven part el cantant i teclista Joey Tempest, el guitarrista John Norum, el baixista Peter Olsson i el bateria Tony Reno.
"Recordo que, quan la banda Force vam començar, interpretàvem versions a la sala d'assajos, ja que només volíem aprendre a tocar els nostres instruments, com tots els grups," va explicar Tempest, "Aleshores, un dia em va dir que potser hauríem de fer les nostres pròpies cançons. Ningú tenia cap idea, així que vaig portar les meves a la sala d'assaigs, i és llavors quan comencem a escriure els nostres propis temes."
El grup va enviar diverses maquetes a algunes companyies discogràfiques, però els van dir que per publicar el seu treball s'haurien de tallar els cabells i cantar en suec. Dos anys més tard, Olsson va abandonar el grup i va ser reemplaçat per John Levén Només un parell de mesos més tard, Leven se'n va anar a la Banda d'Yngwie Malmsteen, Rising Force, i l'anterior baixista de Malmsteen, Marcel Jacob es va unir a Force. Això només va durar tres mesos, ja que Levén, pel que sembla, tenia problemes amb Malmsteen, així que ell i Jacob es van tornar a intercanviar.

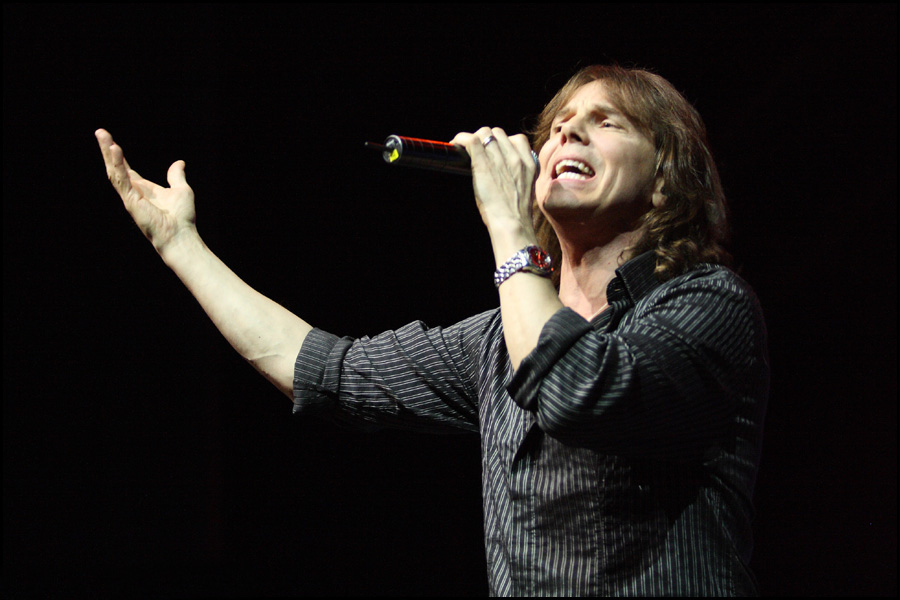
Joey Tempest

El 1982, la xicota de Tempest va inscriure Force al concurs suec de talents de rock Rock-SM. Competint amb 4.000 grups, van guanyar el concurs gràcies a dues cançons, "In the Future to Come" i "The King Will Return". El premi va consistir en un contracte amb la discogràfica Hot Records. Tempest va guanyar el premi individual al Millor cantant solista, i Norum va guanyar el premi al Millor guitarrista. Durant el concurs, Force va canviar el seu nom pel de Europe. El seu primer treball, "Europe", es va editar l'any següent, amb bones vendes a Suècia i al Japó. El disc va arribar a la posició número 8 del seu país i la cançó "Seven Doors Hotel" va arribar al Top 10 del Japó.
El segon àlbum Wings of Tomorrow, va ser llançat un any més tard i el single "Open Your Heart" va interessar a la discogràfica Columbia Records, que els va oferir un contracte internacional el 1985. "Crec que un dels àlbums més importants de la banda va ser Wings of Tomorrow, "va dir Tempest, "Estàvem aprenent com escriure cançons i en John va començar a tocar algunes coses realment bones amb la guitarra. Ens vam convertir en una banda millor, i aquest va ser un bon període pel grup." Ràpidament van fitxar el teclista Mic Michaeli pels concerts en viu, i poc després es va convertir en un membre oficial del grup. Al mateix temps, Tony Reno va ser acomiadat a causa de la seva falta de motivació i la suposada mandra als assajos. Va ser substituït per Ian Haugland.
El 1985 Europe va enregistrar la banda sonora de la pel·lícula On the Loose, el que els va suposar l'èxit de la canço "Rock the Night". Diversos mesos després, van demanar a Joey Tempest que escrivís una cançó per al projecte solidari Swedish Metal Aid. Va escriure "Give a Helping Hand", que va ser interpretada per les estrelles més importants del rock i el metall suec. Els ingressos de les vendes del single, que va ser produït pel guitarrista d'Easy Action -Kee Marcello-, van ser donats a la gent famolenca d'Etiòpia.

## Èxit mundial (1985–1992)
El setembre de 1985, Europe va començar la gravació del seu següent àlbum amb el productor del grup Journey, Kevin Elson. El resultat va ser The Final Countdown. Va ser publicat el 26 de maig de 1986 i va donar fama internacional al grup, amb la certificació d'un triple platí als EUA i va aconseguir el número 8 al Billboard 200 La cançó que donava nom al disc, que es basava en un riff de teclat compost anteriorment per Tempest el 1981-82, va ser llançat com el primer single i es va convertir en un èxit mundial, arribant al número 1 en 25 països, com el Regne Unit, França i Alemanya. La balada "Carrie", que va arribar fins a la posició 3 del Billboard Hot 100, "Cherokee" i el re-enregistrament de "Rock the Night" van ser altres èxits del disc.
Insatisfet amb la producció del disc, que potenciava els teclats, i en desacord amb la imatge projectada del grup, John Norum va decidir deixar Europe el novembre de 1986 per a iniciar una carrera en solitari. "No m'agradava la direcció que va agafar el grup", va dir Norum, "Ens vam convertir en un tipus de grup per adolescents i enganxós que jo sempre havia odiat. Jo estava més interessant en la vessant més guitarrística i potent i semblava que els teclats agafaven cada vegada més importància, i ens anàvem tornant més comercials. Així que vaig decidir deixar-ho. Només volia seguir endavant i fer alguna cosa més."
Van preguntar a Kee Marcello si el podia substituir, i després d'algunes consideracions es va unir al grup. Marcello es va afegir al grup en el millor moment comercial, ni més ni menys que tres senzills de The Final Countdown van arribar al Top 40 dels EUA. L'any següent va suposar reeixides gires per Europa i els EUA.
Després de The final Countdown van publicar Out of This World el 1988. L'èxit principal del disc va ser "Superstitious", que va aconseguir el lloc número 31 al Billboard Hot 100 i el número 9 al Mainstream Rock Tracks. "Superstitious" va ser la darrera cançó d'Europe en entrar a les principals llistes dels EUA. L'àlbum va ser disc de platí als Estats Units i va aconseguir el lloc número 19 al Billboard 200. Després van venir més gires, incloent-ne una per Amèrica amb Def Leppard i una actuació en un festival al National Bowl, a Milton Keynes, Anglaterra amb Bon Jovi, Skid Row i Vixen

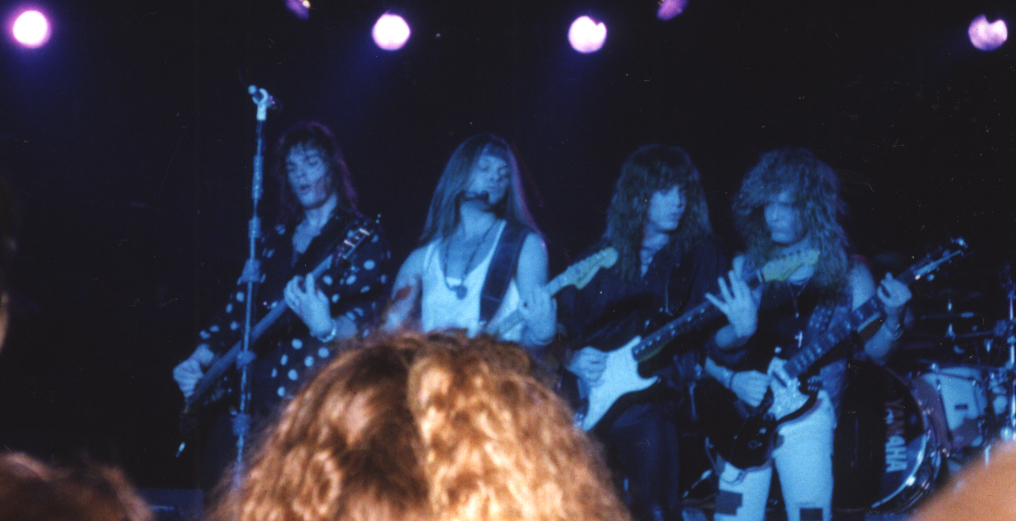
Europe a Hamburg el 1992

El setembre de 1989, Europe va fer un concert al club Whisky a Go Go de West Hollywood, Califòrnia, amb el pseudònim Le Baron Boys Aquest nom va ser utilitzat més tard com a títol per a un disc pirata estès per Europa, que contenia gravacions demo de 1989-90. Dos anys més tard, es va publicar l'àlbum Prisoners in Paradise, sense captar l'atenció dels mitjans, en part pel "boom" del moviment grunge, iniciat per Nirvana, Soundgarden i Pearl Jam. Encara que les vendes van ser baixes en comparació amb àlbums anteriors, el single "I'll Cry for You" va aconseguir el número 28 de les llistes britàniques. La nit de cap d'any de 1991, Europe va iniciar una nova gira amb un concert al Tokyo Dome, amb Tesla, Thunder i Metallica. L'espectacle es va anomenar "Final Countdown '91"
Després de deu anys de gravacions i de viure junts fent concerts pel món, Europe va decidir prendre's un descans després de la gira de 1992. "Recordo que a l'autocar de la gira comentavem com anava tot i que vam arribar consensuadament a la conclusió que ens feia falta un descans," va dir Tempest, "Sentíem que era el moment de posar algunes arrels i jo tenia interioritzada la idea de fer un disc en solitari." En aquell moment, Tempest i Marcello van publicar discs en solitari mentre que els altres membres participaven en diversos projectes alternatius.

## Reunió (des del 1998)
Els membres del grup van començar a discutir la possibilitat de tornar a ajuntar-se el 1998. "En Mic i l'Ian em van venir a veure a Irlanda," va dir Tempest, "Un cop erem allà, John Norum va trucar des de Los Angeles, i vam pensar 'Sí, potser ara és el moment de tornar a començar'." Per les celebracions del nou mil·lenni, van preguntar a Europe si volien fer un concert a Estocolm la nit de cap d'any de 1999. Aquest va ser el primer concert de Europe amb dos guirarres solistes, des que John Norum i Kee Marcello havies acceptat participar. Van tocar "Rock the Night" i "The Final Countdown".

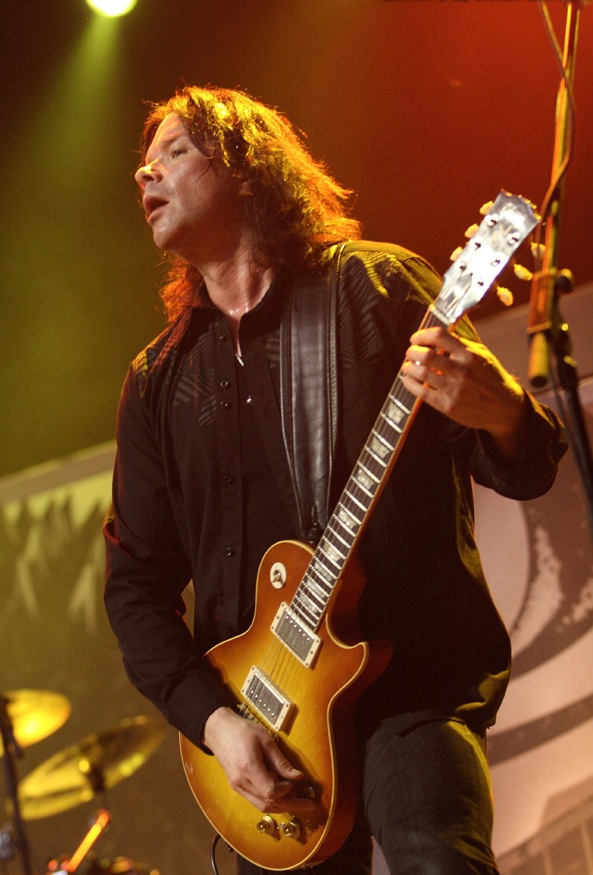
John Norum

Amb el pas dels anys, hi va haver diversos rumors sobre una nova reunió, i el 2 d'octubre de 2003 es va fer oficial: Europe va anunciar que faria un nou àlbum i una nova gira. El grup va tornar a la formació que havia tingut amb The Final Countdown, amb John Norum com a únic guitarra solista. "No hi havia cap dubte que volíem que en John tornés, i en John volia tornar," va dir Tempest, "Per mi era important que tornés l'espurna que havíem tingut abans." Kee Marcello va dir que estava massa enfeinat amb els seus projectes. "Els vaig dir que no colia participar en un nou àlbum d'estudi perquè, musicalment, colia anar en una direcció diferent de la que suposava la música de Europe," va dir Marcello, "Aleshores vam parlar de fer una gira de sis cançons, però no va tirar endavant per diversos motius."
La composició d'un nou àlbum, Start from the Dark, va començar a inicis de 2003. "Era només qüestió d'anar endavant i escriure cançons pel nou àlbum," va dir Tempest, "Aquesta va ser sempre la nostra intenció. Vam pensar que si volíem tornar, ho havíem de fer bé, i això significava que havíem d'escriure i enregistrar cançons noves per un nou àlbum." Per l'enregistrament de Start from the Dark, el grup va decidir de treballar amb el productor Kevin Elson, que també havia produït The Final Countdown. "Hauríem pogut treballar amb un productor més jove, o amb algun productor amb més experiència i a la mateixa ona que el grup," va dir Tempest, "De manera que al final vam decidir que en Kevin seria la tria perfecta."
L'estiu de 2004 Europe va fer una gira pel continent europeu. Les cançons dels concerts van incloure els antics èxits, i també van afegir la cançó principal de Start from the Dark. L'àlbum es va començar a vendre el 22 de setembre de 2004, el mateix dia que John Norum va ser pare. Start from the Dark tenia un so més modern en comparació amb els àlbums anteriors. "Vam voler fer alguna cosa que fos rellevant; una mica de barreja" va dir Tempest, "Teníem ganes de fer un àlbum que no fos com els dels 80, vam voler començar com si fossim un grup nou." L'àlbum va vendre més de 600.000 còpies arreu del món.
Europe va publicar el seu setè àlbum, Secret Society el 26 d'octubre de 2006. "Pensem que és un dels millors àlbums que ha fet mai Europe," va dir Tempest, "Definitivament hi ha més elements melòdics en aquest disc. Start from the Dark ens va fer sentir com si editéssim l'àlbum de debut."
El grup va tocar per primera vegada a Bulgària amb un concert de dues hores l'11 de maig del 2007 a Lovech.
El 26 de gener de 2008 Europe va fer un concert semiacústic al Nalen d'Estocolm, en un esdeveniment anomenat Almost Unplugged. Un quartet de corda va acompanyar el grup i van tocar versions revisades de les seves velles cançons, així com versions d'altres grups que havien influenciat Europe durant els anys – Pink Floyd, UFO, Led Zeppelin i Thin Lizzy. El concert es va emetre en directe pel lloc web oficial de Europe. Es va publicar en CD el 17 de setembre de 2008 i en DVD el 19 d'agost de 2009.
El 23 de juliol de 2008 Europe va fer un concert amb Whitesnake a Pàdua, Itàlia. Durant la interpretació del seu "Still of the Night" per part de Whitesnake, Joey Tempest es va unir a l'escenari amb David Coverdale per la darrera tornada. L'agost de 2008 Europe va fer teloner de Deep Purple en dos concerts a Suècia, a Linköping el 8 d'agost i a Ystad el 9. John Norum es va unir a Deep Purple al concert a Ystad per interpretar "Smoke on the Water".
El 21 de juliol de 2009, el baixista i antic membre de Force, Marcel Jacob, es va suïcidar. Tenia 45 anys.
El vuitè disc d'estudi de Europe, Last Look at Eden, es va publicar el 9 de setembre de 2009. El senzill amb el mateix nom es va publicar el mes de juny. El grup el va descriure com un àlbum de rock retro modern. "Aquesta vegada, estem agafant noves direccions amb les nostres cançons, i estem explorant estils diferents," van afirmar, "Hi ha un ambient de rock clàssic en algunes de les cançons... com les cançons de rock dels 70 - però portades a l'actualitat." El segon senzill, "New Love in Town", es va publicar en descàrrega digital el 3 de setembre de 2009.
En una entrevista amb Abhijeet Ahluwalia per EspyRock el 30 de novembre de 2009, Joey Tempest va apuntar el futur de Europe, anunciant que sortiria un nou disc el 2011: "Continuarem treballant tal com ho estem fent. Probablement traurem un disc el 2011 i farem una gira el 2012. Mirem 2-3 anys endavant, i en els 5 anys vinents veig Europe amb dos àlbums i dues gires més i amb més difusió arreu del món."
Europe tocarà nou concerts al Regne Unit, amb un primer concert a Glasgow el 17 de febrer de 2011, acabant amb un darrer concert a Mons, Bèlgica, el 20 d'abril de 2011.

## Membres del grup
Formació
- Joey Tempest - vocalista, guitarra acústica i rítmica, teclats (1979–1992 i des del 2003)
- John Norum - guitarra principal i rítmica, veus (1979–1986 i des del 2003)
- John Levén - baix (1981–1992 i des del 2003)
- Mic Michaeli - teclats, veus, guitarra rítmica (1984–1992 i des del 2003)
- Ian Haugland - bateria, percussions, veus (1984–1992 i des del 2003)

Membres anteriors
- Kee Marcello - guitarra principal i rítmica, veus (1986–1992, 31 de desembre de 1999)
- Tony Reno - bateria, percussió (1979–1984)
- Peter Olsson - baix (1979–1981)
- Marcel Jacob - baix (1981)

## Discografia
| Any  | Títol                 | Discogràfica      |
| ---- | --------------------- | ----------------- |
| 1983 | Europe                | Hot Records       |
| 1984 | Wings of Tomorrow     | Hot Records       |
| 1986 | The Final Countdown   | Epic Records      |
| 1988 | Out of This World     | Epic Records      |
| 1991 | Prisoners in Paradise | Epic Records      |
| 2004 | Start from the Dark   | Sanctuary Records |
| 2006 | Secret Society        | Sanctuary Records |
| 2009 | Last Look at Eden     | earMUSIC          |
| 2012 | Bag of Bones          | earMUSIC          |